# السرايم (إب)
السرايم هي إحدى قرى الجمهورية اليمنية. وهي تتبع جغرافيًا لمحافظة إب. وإداريًا لمديرية جبله. يبلغ تعداد سكانها 4303 نسمة حسب الإحصاء الذي جرى عام 2004.